# Доходный дом Апакова
Доходный дом И. И. Апакова — историческое здание в Казани, в Старо-Татарской слободе, на углу улиц Московской и Парижской Коммуны, дом 72/10. Построен в XIX веке. Объект культурного наследия регионального значения.

## История
Здание изначально строилось для размещения торговых лавок купца первой гильдии И. И. Апакова по проекту архитектора П. Г. Пятницкого в 1833 году. В 1859 году дом был восстановлен после пожара и перестроен по проекту П. Т. Жуковского. После смерти Апакова, в начале 1880-х годов, дом перешёл к его дочери Биби-Марьям Шамиль и купцу второй гильдии Мухаметзяну Галееву.

## Архитектура
Здание представляет собой комплекс построек, плотно заполняющих прямоугольный участок. Более старая часть, вдоль Московской улицы и с угла здания, построена в стиле классицизма. Более новая часть, относящаяся к 1859 году, построена вдоль Сенной улицы (ныне Парижской Коммуны), она принадлежит к стилю эклектики с элементами классицизма. Оба здания двухэтажные по уличному фасаду, новая часть несколько повышена. Старый объём прямоугольный в плане, разделён аркой для проезда во двор, который обстроен по периметру. Оконные проёмы первого этажа не сохранились, на нём поздние витринные окна. Изначально первый этаж имел металлический навес со скатной кровлей, который образовывал торговую галерею (не сохранился). Верхний этаж сохраняет исторический облик. Его оконные проёмы прямоугольные, с узкими профилированными наличниками и прямыми сандриками-полочками, под ними проходит широкий пояс. Более новая часть имеет случайное расположение оконных проёмов. Первоначальные окна верхнего этажа большого размера, почти квадратные, имеют рамочные наличники. В обеих частях этажи разделены профилированными карнизами, но на разной высоте.